# Roger Lancelyn Green
Roger Lancelyn Green (2 novembre 1918 – 8 octobre 1987) est un écrivain et biographe britannique. Il étudia à Merton College (Oxford) sous la direction de C. S. Lewis et fut comme lui membre du cercle littéraire informel des Inklings.
Il est l'auteur de réécritures des mythes grecs, égyptiens et nordiques à destination des enfants, ainsi que de biographies d'Andrew Lang, Lewis Carroll, A. Conan Doyle, J. M. Barrie ou C. S. Lewis.

## Essais
- R. Lancelyn Green, The Uncollected Sherlock Holmes, Penguin Books, 1983, « Sherlock Holmes parodies ».